# Verde Village
Verde Village är en ort (CDP) i Yavapai County, i delstaten Arizona, USA. Enligt United States Census Bureau har orten en folkmängd på 11 605 invånare (2010) och en landarea på 18,1 km².